# 탑 (영화)
"탑"(영어: Walk Up)은 2022년 개봉한 대한민국의 드라마 영화이다. 홍상수가 감독과 각본을 맡았다. 2022 토론토 영화제에서 전 세계 최초로 공개되었다.